# 1647
1647 (MDCXLVII) a fost un an comun al calendarului gregorian, care a început într-o zi de marți.

## Evenimente
- 8 iulie: prima atestare documentară în documentele bisericești a comunei Racovița (jud. Sibiu).

## Nașteri
- 2 aprilie: Maria Sibylla Merian  (d. 1717)
- 18 noiembrie: Pierre Bayle  (d. 1706)
- 22 august: Denis Papin  (d. 1713)
- 20 iunie: Johann Georg al III-lea, Elector de Saxonia  (d. 1691)
- 17 ianuarie: Elisabetha Hevelius astronomă poloneză (d. 1693)
- 1 septembrie: Prințesa Ana Sofia a Danemarcei  (d. 1717)
- 7 decembrie: Giovanni Ceva matematician italian (d. 1734)
- 23 septembrie: Friedrich al VII-lea de Baden-Durlach  (d. 1709)
- dată necunoscută: Isabelle de Ludres  (d. 1726)

## Decese
- 25 octombrie: Evangelista Torricelli fizician italian (n. 1608)
- 30 noiembrie: Bonaventura Cavalieri  (n. 1598)
- 22 decembrie: Petru Movilă mitropolit ortodox al Kievului, teolog ucrainean de origine româna (n. 1596)
- 21 mai: Pieter Corneliszoon Hooft  (n. 1581)
- dată necunoscută: Sisto Badalocchio pictor italian (n. 1585)
- 10 august: Rodrigo Caro  (n. 1573)
- dată necunoscută: Grigore Ureche primul cronicar moldovean de seamă (n. 1590)
- dată necunoscută: Benedek Árkosi Gelei  (n. ?)